# Унесённые ветки
Унесённые ветки — российский музыкальный коллектив, исполняющий современную композиторскую музыку с использованием художественно-выразительных средств джаза. Журнал «Афиша» характеризует музыку группы как «изящный, умный и сложный авант-поп», который «базируется на традиционном формате джазового фортепианного трио», а по определению организаторов фестиваля «Jazz May», «Унесённые ветки» исполняют «интеллектуальный chamber-jazz с многочисленными аллюзиями на классику стиля — от Чарли Паркера до Стэнли Террентайна».
«Унесённые ветки» основаны Сергеем Кондратьевым в 2003 году в Пензе. С 2011 года группа в новом составе продолжает работу в Москве, выпустив два студийных альбома, последний из которых, «340», включён журналом «Афиша» в число «главных пластинок 2012-го» в номинации «Партитура года». Руководитель «Унесённых веток» Сергей Кондратьев также является бас-гитаристом российской рок-группы «Выход».

## История группы
В первоначальный состав группы входили Сергей Кондратьев — музыка, вокал, гитара; Антон Ткачук — кларнет; Илья Антонов — аккордеон; Кирилл Антонов — скрипка; Владимир Генералов — барабаны; Олег Ермаков — контрабас. Таким составом группа просуществовала до 2005 года, и записала два студийных альбома: «Посторонним В.» (2004) и «…le derrnier tango pour le combinat» (2005).
В начале 2005 года группу покинул И. Антонов и место аккордеониста занял игравший на барабанах В. Генералов. Таким составом группа давала концерты и, с примкнувшим к ансамблю А. Селивановым (бэк-вокал, труба, перкуссия) записала следующий студийный альбом «Симфония C-Dur для дураков и дур» (2005).
В период с 2006 по 2010 год у группы не было постоянного состава. Так, с 2006 по 2010 годы в «Унесённые ветках» играли: Сергей Кондратьев — музыка, вокал, гитара, балалайка; Кирилл Антонов — скрипка; Владимир Генералов — аккордеон, барабаны; Олег Ермаков — контрабас; Илья Вяткин — саксофон; Валерий Титор — альт, фортепиано; Алексей Селиванов — гитара, перкуссия, труба, бэк-вокал; Артём Василевский — барабаны; Ольга Шепелева — фортепиано. В это время было сделано несколько концертных и студийных записей.
С 2007 Сергей Кондратьев стал жить на несколько городов. В 2010 году «Унесённые ветки» записали новый студийный альбом «Глина», после чего Кондратьев стал жить в Москве. Весной 2011 года собрался новый состав группы, в который вошли Сергей Кондратьев — музыка, вокал, контрабас; Александр Тевелев — фортепиано; Дмитрий Кутафин — барабаны; Роман Соколов — саксофоны, флейта; Павел Суязов — труба (позже место трубача занял Денис Мартынов). В этом же году вышел очередной студийный альбом «Трое», который положил начало сотрудничеству «Унесённых веток» с лейблом «Отделение ВЫХОД». В 2012 году группа выпустила альбом «340», также изданный «Отделением ВЫХОД». С 2013 года группа имеет следующий состав: Сергей Кондратьев, Александр Тевелев, а также Михаил Бручеев — труба, флюгельгорн; Александр Трофимов — барабаны.

## Состав
Актуальный состав
- Сергей Кондратьев — музыка, тексты, контрабас, гитара
- Александр Тевелёв — фортепиано
- Михаил Бручеев — труба, флюгельгорн
- Александр Трофимов — барабаны

Бывшие участники
- Дмитрий Кутафин — барабаны
- Владимир Генералов — аккордеон, барабаны
- Валерий Титор — альт, фортепьяно
- Кирилл Антонов — скрипка
- Антон Ткачук — кларнет
- Илья Антонов — аккордеон
- Алексей Селиванов — труба, перкуссия
- Кирилл Васильев — бас-гитара
- Ольга Шепелева — фортепиано

## Дискография
- 2004 — «Посторонним В.»
- 2005 — …le derrnier tango pour le combinat
- 2005 — «Симфония C-Dur для дураков и дур»
- 2008 — «Февральский концерт в Октябре»
- 2010 — «Глина»
- 2011 — «Трое»
- 2012 — «340»[5]
- 2014 — «Летят!»[6]

## Участие в фестивалях
«Унесённые Ветки» принимали участие в «неформатных» и джазовых фестивалях: «Пустые Холмы», «ПХ: Город Золотой» — 2013, «Купала на Рожайке», в Фестивале Первого джазового радио, а также в фестивале «Jazz May» (в 2012 и 2014 годах), где в 2012 г. сыграли сет вместе с Сергеем Летовым — один из самых оригинальных музыкантов современной России.